# San Germano Chisone
San Germano Chisone es una localidad y comune italiana de la provincia de Turín, región de Piamonte, con 1.842 habitantes.

## Evolución demográfica
| Gráfica de evolución demográfica de San Germano Chisone entre 1861 y 2001 |
|                                                                           |
| Fuente ISTAT - elaboración gráfica de Wikipedia                           |